# 시실리안 디펜스 체코버 바리에이션
체코버 바리에이션(때로는 실리 바리에이션 또는 헝가리안 바리에이션이라고도 불린다)은  비탈리 체코버의 이름을 딴 체스 오프닝으로, 시실리안 디펜스에 해당한다. 1938년 레닌그라드에서 열린 체코버-리시친 경기에서 유래했다. 다음 수들로 정의된다.
1. e4 c5
2. Nf3 d6
3. d4 cxd4
4. Qxd4
네 번째 수에서 백은 게임 초반에 퀸을 너무 일찍 전개하지 않는다는 표준 오프닝 원칙을 무시한다. 체코버 바리에이션은 그랜드마스터 수준에서는 다소 드물지만, 아마추어들 사이에서는 드물지 않다.
체스 오프닝 백과사전은 이 오프닝에 B53 코드를 할당한다.

## 주요 라인: 4...Nc6
체코버 바리에이션에 대한 흑의 주요 대응은 즉시 백의 퀸을 공격하는 4...Nc6이며, 다음으로 이어진다.
- 5.Bb5 나이트를 핀한다: 5...Bd7 6.Bxc6 Bxc6.
- 5.Qa4?! 교환을 피하고 밝은색칸 비숍을 유지한다.
- 5.Qe3 야심 없는 응수로, 종종 Be2, 0-0, Nc3 (c4 유무와 상관없이), Bd2와 함께 플레이된다. 이 시스템은 IM 알렉산드루-보그단 반제아에 의해 '하리크리슈나 시스템'으로 명명되었는데,[4] 최근 슈퍼 그랜드마스터 펜탈라 하리크리슈나가 오버더보드 게임에서 백으로 긍정적인 결과와 함께 사용했기 때문이다.[5]

## 다른 진행
- 4...a6는 미래의 핀을 방지한다: 5.c4 Nc6 6.Qd1.
- 4...Bd7는 5...Nc6를 준비한다.
- 4...Nf6는 교환을 피하고 전개를 계속한다.

## 예시 게임
- 예브게니 바슈코프 vs. 뢰크 반 벨리, 2002 
1.e4 c5 2.Nf3 d6 3.d4 cxd4 4.Qxd4 Nc6 5.Bb5 Bd7 6.Bxc6 Bxc6 7.Nc3 Nf6 8.Bg5 e6 9.0-0-0 Be7 10.Rhe1 0-0 11.Kb1 Qa5 12.Qd2 Qa6 13.Nd4 Rfc8 14.f4 h6 15.h4 Qc4 16.g4 Kf8 17.f5 hxg5 18.hxg5 Nd7 19.fxe6 Ne5 20.Rh1 fxe6 21.b3 Qb4 22.Rh8 Kf7 23.Qf4 Bf6 24.Rh7 Kg8 25.gxf6 Kxh7 26.Qg5 Rc7 27.Nxe6 Rac8 28.fxg7 Kg8 29.Rh1 Bxe4 30.Rh8 Kf7 31.Nxc7 Qxc3 32.g8=Q[6]
- 미하일스 탈스 vs. 로버트 유진 번, 1976 
1.e4 c5 2.Nf3 d6 3.d4 cxd4 4. Qxd4 Nc6 5.Bb5 Bd7 6.Bxc6 Bxc6 7.Nc3 Nf6 8.Bg5 e6 9.0-0-0 Be7 10.Rhe1 0-0 11.Qd2 Qa5 12.Nd4 Rac8 13.Kb1 Kh8 14.f4 h6 15.h4 hxg5 16.hxg5 Nxe4 17.Qd3 Bxg5 18.Nxe4 Bxe4 19.Rxe4 Bh6 20.g4 f5 21.Rxe6 Bxf4 22.Nxf5[7]

## 같이 보기
- 체스 오프닝 목록
- 인명을 딴 체스 오프닝 목록